# Rachel Barton Pine
Rachel Bartonová Pineová (rozená Rachel Elizabeth Barton, 11. října 1974 Chicago) je americká houslistka. V 10 letech debutovala s Chicagským symfonickým orchestrem a byla prvním Američanem a vůbec nejmladším umělcem v historii, který získal zlatou medaili v Mezinárodní soutěži J. S. Bacha . List The Washington Post o ní napsal, že „předvádí sílu a odvahu, jež ji řadí do první linie“.
Vystupuje jako sólistka s předními světovými orchestry, má impozantní diskografii a od roku 2001 řídí nadaci Rachel Elizabeth Bartonové, která všestranně napomáhá výuce a interpretaci klasické hudby.

## Životopis
Rachel Pineová se narodila v Chicagu a na housle začala hrát již ve 3 letech inspirovaná příkladem starších dívek, jež hrály v kostele, který s rodiči navštěvovala. S Chicagským smyčcovým souborem vystupovala poprvé, když jí bylo 7, a v 10 pak pod vedením Ericha Leinsdorfa s chicagskými symfoniky. Její vášnivé zaujetí pro housle ji vedlo k tomu, že jako žákyně 2. třídy cvičila 4 až 5 hodin denně, což přimělo ředitele její základní školy, že navrhl jejím rodičům, aby pro Rachel zařídili domácí vzdělávání. To umožnilo mladé umělkyni ještě víc se soustředit na milovanou hudbu a cvičit až 8 hodin denně. Jejími hlavními učiteli v té době byli Roland a Almita Vamosovi z Chicagského hudebního institutu. Když bylo Rachel 14, začala si přivydělávat hraním na svatbách a v orchestrech, což jí umožnilo významně přispět do rodinného rozpočtu, neboť rodiče měli právě v té době jisté finanční potíže. Sama o tom říká: „Silně jsem se nalíčila a tvářila jsem se, že jsem starší.“ 
Dosáhla pozoruhodných úspěchů v řadě houslových soutěží včetně vítězství v Mezinárodní soutěži J. S. Bacha v Lipsku v roce 1992. V témže roce získala také 2. místo v houslové soutěži Józsefa Szigetiho a v Mezinárodní soutěži Fritze Kreislera. Rok předtím se jí dostalo ocenění na Mezinárodní hudební soutěži v Montrealu. V roce 1993 získala cenu na Paganiniho soutěži v italském Janově a na Soutěži královny Alžběty v Bruselu.

### Nehoda ve vlaku společnosti Metra
Dne 16. ledna 1995 byla Rachel Bartonová vážně zraněna při vlakovém neštěstí na předměstí městečka Winnetka u Chicaga, kde vyučovala hru na housle.  Při vystupování ze soupravy příměstského vlaku společnosti Metra se za ní neočekávaně rychle zavřely dveře, přičemž pouzdro s drahocennými zapůjčenými, 378 let starými houslemi od Amatiho za 400 000 dolarů, které měla přes rameno, zůstalo uvnitř vozu a jeho popruh tak připoutal její levé rameno k vlaku. Automaticky ovládané dveře soupravy, které neměly bezpečnostní čidla, se neotevřely, takže souprava táhla dívku 111 metrů, než se jí podařilo uvolnit levou ruku z popruhu. Přitom ji však vlak stáhl pod sebe a přejel jí nohy. Zcela tak přišla o levou nohu, zatímco pravá byla těžce pohmožděna. Rachel zachránili duchapřítomní cestující, kteří zatáhli za záchrannou brzdu a po opuštění vlaku rychle pomocí zaškrcovadel zastavili masivní krvácení z obou končetin.
Rachel zažalovala společnost Metra a Chicagskou a severozápadní dopravní společnost za ublížení na zdraví a nezbytné právní a zdravotní výdaje. Metra se hájila tím, že se dívka kvůli stáří a ceně svého nástroje nesnažila včas vyprostit ruku z popruhu pouzdra houslí, takže si za svá zranění může sama. Porota však rozhodla v Rachelin prospěch. Společnost Metra poté změnila zabezpečení svých vlaků, jakož i bezpečnostní postupy vlakových čet.
Úcta, jíž se Rachel těšila mezi klasickými hudebníky, ještě vzrostla, když pro ni po jejím zranění dirigent Chicagského symfonického orchestru Daniel Barenboim zorganizoval benefiční koncert, který vynesl 75 000 dolarů. Po dvouleté odmlce nutné k uzdravení po nesčetných operacích a fyzioterapii se Rachel Bartonová navrátila do hudebního světa, aby pokračovala ve své houslové kariéře.

## Hudební dráha
Rachel Pineová vystupovala jako sólistka s předními světovými orchestry, včetně Chicagského, Montrealského, Atlantského, Budapešťského, Sandiegského, Baltimorského, Saintlouiského, Vídeňského, Novozélandského, Islandského a Dallaského symfonického orchestru, s Royal Philharmonic Orchestra, s Bufallským, Rochesterským, Calgarským a Ruským filharmonickým orchestrem, dále s Královským skotským, Belgickým národním, Filadelfským a Louisvilleským orchestrem. Nechybí ani spolupráce se salcburským Mozarteem, Skotským a Izraelským komorním orchestrem a s Nizozemským rozhlasovým komorním orchestrem. Vystupovala pod takovými dirigenty, jako jsou Charles Dutoit, John Nelson, Zubin Mehta, Erich Leinsdorf, Neeme Järvi, Marin Alsopová, Semjon Byčkov, Plácido Domingo a José Serebrier i s umělci, jako je Daniel Barenboim, Christoph Eschenbach, Christopher O'Reilly, Mark O'Connor či William Warfield.
Její festivalová vystoupení zahrnují akce v Marlboru, Montrealu, Vailu, v Ravinia parku, v parku Wolf Trap, v Davosu a Mozartovský týden v Salcburku.
Mezi její světové premiéry děl žijících autorů patří Rush, sólo pro housle od Augusty Read Thomasové, Sonáta pro sólové housle Native Informant od Mohammeda Fairouze, jakož i Houslový koncert Al-Andalus a panamská premiéra Houslového koncertu panamského skladatele Roque Cordera z roku 1962.
Kromě smíšených koncertních programů vystupuje houslistka pravidelně s monotematickými recitály, kde předvádí šest Bachových sonát a suit,  24 Paganiniho capricií, jakož i kompletní Brahmsovy sonáty. Jako součást tria Settecento hraje také komorní barokní komorní hudbu.
V současnosti vystupuje hlavně s nástrojem, který patříval italskému skladateli a houslistovi Antoniovi Bazzinimu. Jsou to housle cremonského houslaře Guarneriho z roku 1742. Pro skladby ze 17. a 18. století dává přednost neupraveným houslím z roku 1770, jejichž výrobcem je neapolský houslař Nicolò Gagliano.
Její hudební zájmy však sahají daleko za hranice klasické hudby. Zajímá se i o lidovou a keltskou hudbu, o rock i o jazz. Pravidelně vyučuje na letní houslové škole Marka O'Connora. Z oblasti rocku je to především heavy metal – k jejím oblíbencům patří zejména skupiny AC/DC, Anthrax, Black Sabbath, Led Zeppelin, Megadeth, Metallica, Motörhead, Pantera, Slayer a Van Halen. S řadou z nich se setkala a jamovala. V roce in 1997 dokonce vydala heavymetalem inspirovanou nahrávku. Roku 2015 o ní v jednom rozhovoru prohlásila: „Při přípravě a nácviku těchto skladeb jsem zjistila, že spousta heavymetalové hudby, kterou jsem poslouchala, patří po hudební stránce k těm nejsložitějším skladbám v celé oblasti rocku a jsou pořádně inspirovány vážnou hudbou. Potom na moje koncerty začali chodit všichni ti lidé v potrhaných džínách.“
V únoru 2009 se stala členkou thrash/doom metalové skupiny Earthen Grave, kde hraje na šestistrunné elektrické housle Viper. Skupina vystupovala s takovými metalovými hvězdami, jako jsou Pentagram, Black Label Society, Mayhem a Nachtmystium. Vydala i EP nazvané Dismal Times. Podle Doommantia.com má Earthen Grave "veškeré hudební schopnosti vydat jedno z nejlepších alb vůbec." HellrideMusic.com napsala: "Budou-li bozi s námi, vytrvá tohle uskupení a bude dál pokračovat s tou jedinečnou, silnou a nápaditou muzikou, jakou předvedli na Dismal Times." Rachel Bartonová Pineová věří, že vystupování s rockovou kapelou zlepšuje její citový vztah s obecenstvem.